# Il mare immenso
Il mare immenso è un singolo della cantante pop italiana Giusy Ferreri, pubblicato il 16 febbraio 2011 dall'etichetta discografica RCA Records.

## Il brano
Il brano è stato scritto da Bungaro, Giusy Ferreri e Max Calò ed è stato inserito nel terzo album dell'artista, Il mio universo. Con questa canzone, l'artista ha partecipato al Festival di Sanremo 2011, dove si è classificata 10ª. La canzone affronta il tema dell'amore, inteso non come legame della vita di coppia, piuttosto, come afferma la Ferreri stessa, si tratta di un invito a soffermarsi sulle piccolezze della vita quotidiana. Si piazza decima nella competizione canora sanremese. Il brano viene inserito in Radio Italia Top Estate 2011. Nel luglio 2011 il brano vince il premio Lunezia nella categoria Sanremo.

## Tracce
1. Il mare immenso – 3:45 (Giusy Ferreri, Bungaro, Max Calò)

## Il video
Il 18 febbraio 2011 è entrato in rotazione sul canale musicale MTV Hits il videoclip ufficiale del brano, diretto da Gaetano Morbioli. Lo stesso giorno il video è stato pubblicato anche sul sito ufficiale della cantante.

## Formazione
- Giusy Ferreri – voce
- Corrado Rustici – tastiere, chitarre, programmazione ritmica
- Frank Martin – pianoforte
- Kaveh Rastegar – basso
- Michael Urbano – batteria
- Solis String Quartet – archi

## Curiosità
Durante il Festival il brano è stato diretto da Roberto Rossi.

## Classifiche
| Classifica (2011) | Posizione massima |
| ----------------- | ----------------- |
| Italia            | 6                 |

## Successo commerciale
Il brano viene certificato disco d'oro con oltre 15 000 download digitali. Il mare immenso debutta all'8ª posizione nella classifica FIMI, raggiungendo la sua massima posizione la settimana successiva ovvero la 6ª; restando nei primi dieci posti per un totale di tre settimane (non consecutive).